# Montblanc (Hiszpania)
Montblanc – miasto w prowincji Tarragona, w Katalonii, w Hiszpanii, stolica comarki Conca de Barberà. Liczy 6 596 mieszkańców. Na terenie miasta znajdują się obiekty, które są częścią pozycji Sztuka naskalna basenu Morza Śródziemnego na Półwyspie Iberyjskim z Listy światowego dziedzictwa UNESCO.

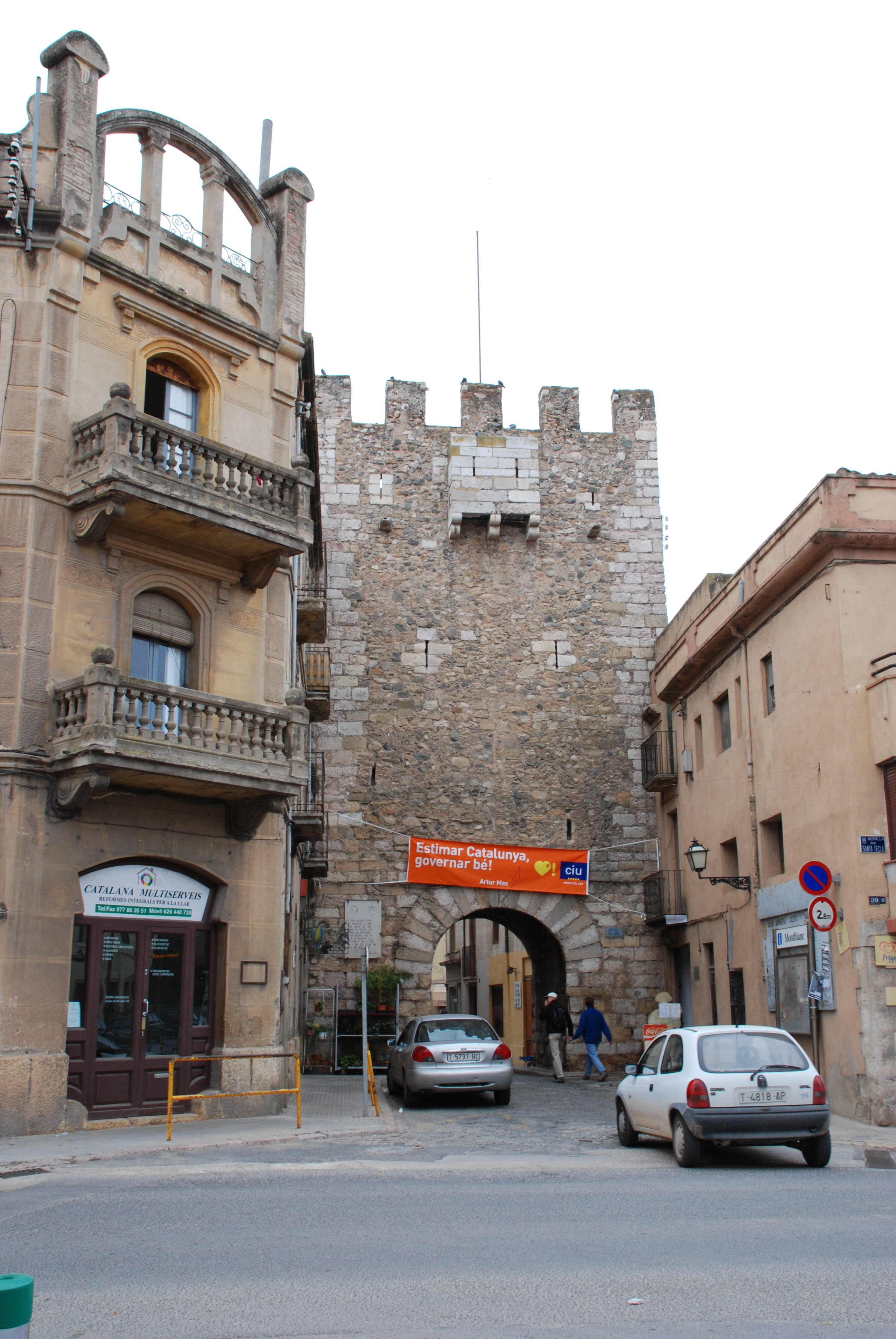
Brama de Bové